# (2561) Margolin
(2561) Margolin (1969 TK2) – planetoida z pasa głównego asteroid okrążająca Słońce w ciągu 3,79 lat w średniej odległości 2,43 j.a. Odkryta 8 października 1969 roku.